# Rösen der Vestermarie Plantage
 Die Rösen der Vestermarie Plantage sind Steinhügelgräber östlich von Vestermarie auf der dänischen Insel Bornholm. Sie wurden vor allem in der späten Bronze- und frühen Eisenzeit von 1100 v. Chr. bis zum Jahre 0 errichtet, um die Überreste von Brandbestattungen zu bedecken.
Einige Rösen sind in einem Kreis großer Steine platziert und mit einem Bautastein (Menhir) markiert. Rösen sind generell rund oder leicht oval, aber in der Vestermarie Plantage gibt es auch fünf schiffsförmige Rösen. Diese scheinen in der Spätbronzezeit um 700 bis 500 v. Chr. entstanden zu sein.
Rösen sind eine Grabform, die speziell auf felsigen Böden und in armen Regionen Skandinaviens verbreitet ist und in Dänemark fast ausschließlich auf Bornholm vorkommt. Die Anzahl der Rösen auf Bornholm betrug einst etwa 3000, von denen die meisten nicht erhalten sind. Die erhaltenen Rösenfelder sind der Zerstörung entgangen, weil sie vor allem auf schlechten Böden liegen. Die Schiffssetzungen, schiffsförmigen Rösen und die Schiffsbilder als Felsritzungen sind Ausdruck der Bedeutung des Schiffs für die bronzezeitlichen Gemeinschaften der Insel. Seefahrt war eine Voraussetzung dafür, dass Rohstoffe wie Bronze, Eisen und Gold auf die Insel gelangten. Schiffsrösen sind besonders häufig auf den Inseln der Ostsee anzutreffen.